# سنجاب پرووست
سنجاب پرووست (نام علمی: Callosciurus prevostii) نام یک گونه از سرده زیباسنجاب‌ها است.